# 정다은 (2001년)
정다은(2001년 1월 26일 ~ )는 대한민국의 배우이다.

## 출연 작품

### 영화
- 《달짝지근해: 7510》 (2023년) -  진주 역
- 《혼자 사는 사람들》 (2021년) - 수진 역
- 《비밀의 정원》 (2021년) - 소희 역
- 《두번할까요》 (2019년) - 여고생 역
- 《사자》 (2019년) - 은영 역
- 《다시, 봄》 (2019년) - 이주영 역
- 《선희와 슬기》 (2019년) - 선희 역
- 《찾을 수 없습니다》 (2018년) - 정은아 역
- 《불놀이》 (2018년)
- 《여중생A》 (2018년) - 노란 / 게임세계 - 딸기링 역
- 《청년경찰》 (2017년) - 가출여고생 효진 역
- 《버스정류장》 (2016년)
- 《여름밤》 (2016년) - 민정 역
- 《동물원》 (2016년) - 현주 역

### 드라마
- 《사랑은 외나무다리에서》 (2024년, tvN) - 안수자 젊은 시절 역
- 《사냥개들》 (2023년, 넷플릭스) - 오다민 역
- 《청춘월담》 (2023년, tvN) - 하연공주 역
- 《O'PENing - 저스라이더》 (2022년, tvN) - 이진영 역
- 《연애혁명》 (2020년, 웹드라마) - 양민지 역
- 《시크릿 부티크》 (2019년, SBS) - 19살 시절의 장도영 역
- 《복수노트 2》 (2018년, XtvN) - 백송이 역
- 《날아올라》 (2017년, 웹드라마) - 오유정 역